# San Pancrazio Parmense
San Pancrazio Parmense è un quartiere di Parma. Costituì un comune autonomo fino al 1943, quando fu sciolto e annesso al capoluogo di provincia. Prende il nome dall'omonima frazione situata lungo la via Emilia, ormai integrata nel tessuto urbano cittadino, e comprende vari nuclei abitati sparsi nei dintorni.

## Geografia fisica
La località di San Pancrazio Parmense sorge a cavallo della via Emilia in posizione pianeggiante, a metà strada tra il fiume Taro e la città, dal cui centro cui dista 6,99 km.
I confine del quartiere sono determinati dal fiume Taro a ovest, dalla linea ferroviaria Milano-Bologna a nord, dalla linea ferroviaria Parma-La Spezia a sud-est e dal comune di Collecchio a sud-ovest.

## Origini del nome
La località deve il suo nome a san Pancrazio, martire cristiano del IV secolo, al quale fu intitolata tra il VI e il IX secolo in seguito alla traslazione di una sua reliquia nella pieve del villaggio.

## Storia
Le più antiche tracce della presenza umana nella zona di San Pancrazio sono databili all'età del rame, come dimostrato dal rinvenimento nel 1999 di una sepoltura maschile nei pressi della vicina Fraore.
A un periodo compreso all'incirca tra il 2300 a.C. e il 1650 a.C., durante l'età del bronzo antica e media, risalgono invece numerosi frammenti di ceramiche e tre vasi biconici, scoperti in piccole fosse nel sottosuolo di San Pancrazio; la presenza di tracce di carbone e di radici, residui di disboscamenti delle foreste diffuse nell'antichità, testimonia l'utilizzo della zona per le coltivazioni.
All'età del ferro sono poi databili le fornaci di bucchero rinvenute nel paese tra il 2006 e il 2009, forse connesse a un insediamento coevo situato nei pressi di Fraore e scoperto nel 1864.
In epoca romana, fu tracciata tra il 189 a.C. e il 187 a.C. la via Emilia tra Ariminum e Placentia, per volere del console Marco Emilio Lepido, che intendeva civilizzare la regione; il territorio compreso tra l'Appennino settentrionale e il fiume Po fu suddiviso in centurie, la cui trama ortogonale sopravvive qua e là in tutta la zona; nel 183 a.C. fu fondata la colonia di Parma, mentre l'agro parmense fu assegnato alla gens Pollia, calcolando per ogni colono otto iugeri.
Lungo la strada sorsero nel tempo varie stazioni di posta, con magazzini e stalle, con lo scopo di raccogliere le merci sia in arrivo da tutto il territorio romano sia in partenza dalle terre locali; attorno a esse, si svilupparono dei piccoli nuclei abitati, con basiliche e luoghi di culto, ove si concentrava la vita civile degli agricoltori, dei pastori e dei ricchi cittadini che possedevano ville nelle campagne. In tal modo, a metà strada tra Parma e il fiume Taro, nacque attorno a una basilica un agglomerato di case, che in epoca altomedievale sarebbe diventato il borgo di San Pancrazio. Dell'epoca si conservano una terracotta del II secolo, ornata con un rilievo raffigurante un tempietto, e parte di una statua del IV secolo. In seguito alla cristianizzazione dell'Impero romano, il tempio pagano fu trasformato in un luogo di culto cristiano.
Tra il VI e il IX secolo sulle rovine del tempio romano fu costruita una pieve, riutilizzando parte del materiale dell'antico edificio, tra cui alcune colonne coronate da capitelli corinzi. In seguito alla collocazione nel luogo di culto di una reliquia di san Pancrazio proveniente da Roma, la chiesa fu dedicata al santo martire e anche il borgo gli fu intitolato, facendo perdere memoria dell'originario toponimo.
La più antica testimonianza scritta dell'esistenza del villaggio risale al 3 marzo 941, quando Sancti Bancrasii fu nominata in un rogito di compravendita di alcuni terreni; la pieve, che rivestiva una notevole importanza all'interno della diocesi di Parma, fu invece menzionata per la prima volta nel 1002, in un atto relativo a un'adunanza del Capitolo della Cattedrale di Parma organizzata dal vescovo Sigefredo II.
A causa della vicinanza a Parma, la storia del borgo rimase da allora fortemente connessa a quella della città; nello stesso tempo, fu sempre correlata strettamente a quella della chiesa plebana, la cui importanza crebbe fino alla seconda metà del XIV secolo, quando il numero di cappelle poste alle due dipendenze salì a 19, con un vasto territorio amministrato compreso tra Viarolo, Fognano e Vigheffio. Si conservano varie testimonianze relative a concessioni di benefici e a controversie territoriali condotte dagli arcipreti, tra cui quella per il possesso della chiesa di Sant'Andrea di Fraore contro la badessa Guilla del monastero di Sant'Alessandro di Parma, che si risolse nel 1197 con una convenzione approvata dal papa Celestino III, e quella per i confini territoriali con la pieve di Castelnovo, che si concluse nel 1222 grazie al canonico della cattedrale Maestro Martino, nominato dal vescovo Obizzo Fieschi.
Nel 1266 il Comune di Parma, constatando la mancanza di difese in alcune località nei dintorni della città, tra cui San Pancrazio, ordinò ai loro abitanti di erigere nelle vicinanze delle rispettive chiese le necessarie strutture fortificate.
In epoca napoleonica, per effetto del decreto Nardon del 1806, fu istituito il nuovo comune (o mairie) di San Pancrazio, che dopo l'Unità d'Italia fu ribattezzato San Pancrazio Parmense, a causa dell'esistenza di comuni omonimi.
A quel periodo, compreso tra la fine del XVIII e la metà del XIX secolo, risale l'attività dei fratelli Amoretti, fabbri e incisori, che avviarono nel paese, a poca distanza dalla pieve, un'importante officina tipografica; Giacomo Amoretti fu nominato primo maire di San Pancrazio Parmense.
Nel 1866 il comune di San Martino Sinzano fu annesso a quello di Collecchio, ma parte del suo territorio fu assegnata ai comuni limitrofi di Parma e San Pancrazio Parmense, che guadagnò una porzione di territorio anche dal comune di Vigatto. Nel 1924, invece, fu San Pancrazio Parmense a cedere parte del territorio a vantaggio della città, per essere infine sciolto nel 1943 e assorbito da quello di Parma. San Pancrazio Parmense divenne dapprima delegazione, mentre nel 1979 fu unita a Golese e al Pablo nella III circoscrizione; nel 2002, con l'istituzione dei quartieri, San Pancrazio tornò autonoma, modificando i confini: perse il territorio a nord della ferrovia Milano-Bologna a vantaggio di Golese, ma guadagnò la zona della Crocetta a sud della linea ferroviaria.

### Stemma

Stemma senza capo del Littorio

Lo stemma usato dal comune fu concesso con regio decreto del 19 febbraio 1934 e regie lettere patenti dell'11 marzo 1935; come d'obbligo all'epoca, fu inserito nello scudo il capo del Littorio.

## Monumenti e luoghi d'interesse

### Architetture religiose

#### Pieve di San Pancrazio Martire a San Pancrazio Parmense

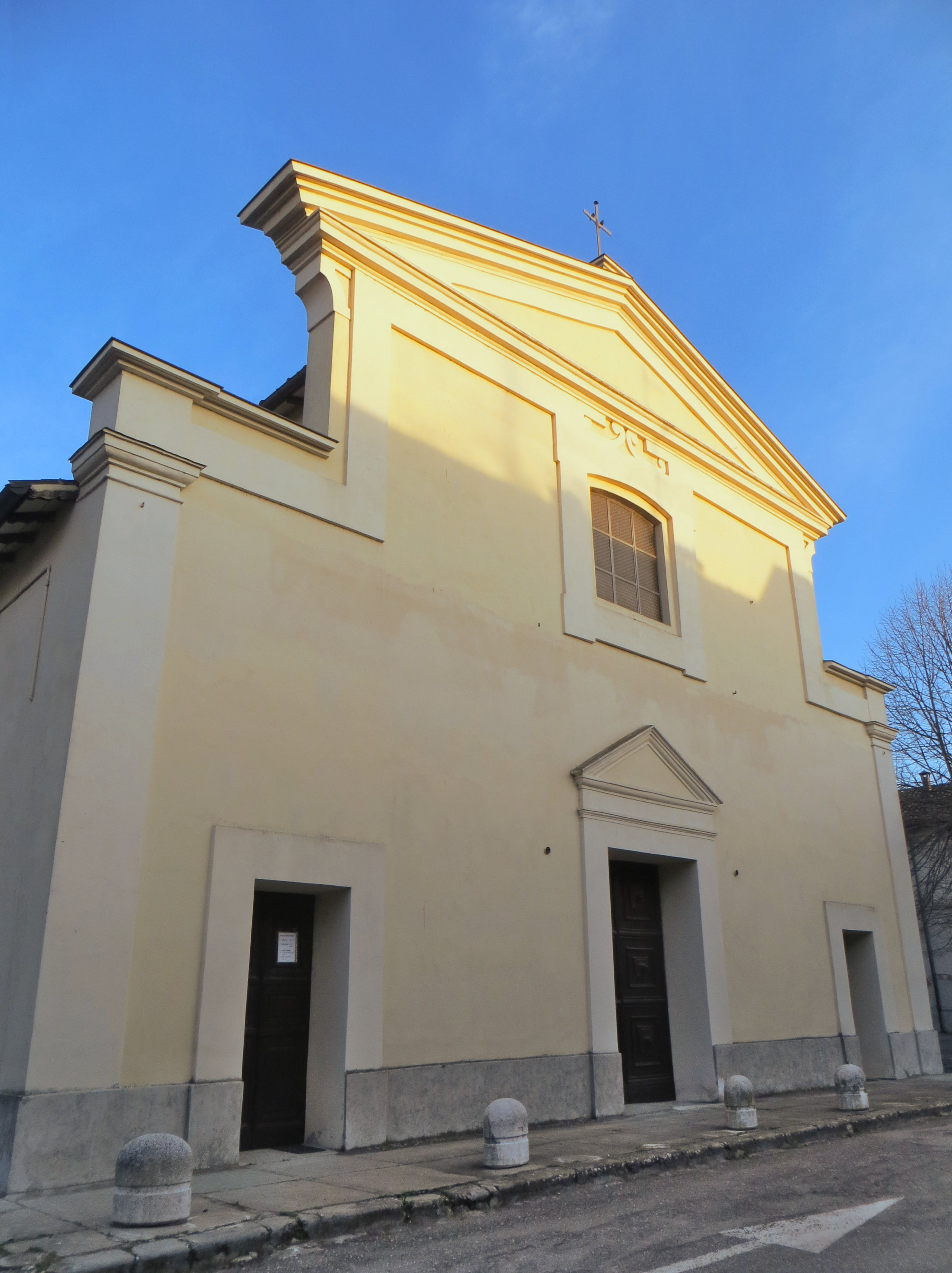
Pieve di San Pancrazio Martire

Edificata originariamente su una preesistente basilica romana tra il VI e il IX secolo, la pieve di San Pancrazio Martire fu menzionata per la prima volta nel 1002; probabilmente ricostruita tra la fine dell'XI e l'inizio del XII secolo, fu abbassata sull'intero perimetro in seguito al terremoto del 1117; profondamente modificata tra la fine del XVI e e gli ultimi anni del XVIII secolo, fu ristrutturata tra il 1935 e il 1955, riportando internamente alla luce gli elementi romanici sopravvissuti sotto gli intonaci. Dotata di una facciata neoclassica, la chiesa conserva nell'aula gli originari pilastri alternati a colonne con capitelli d'epoca romana e medievale.

#### Chiesa di San Terenziano a Fraore

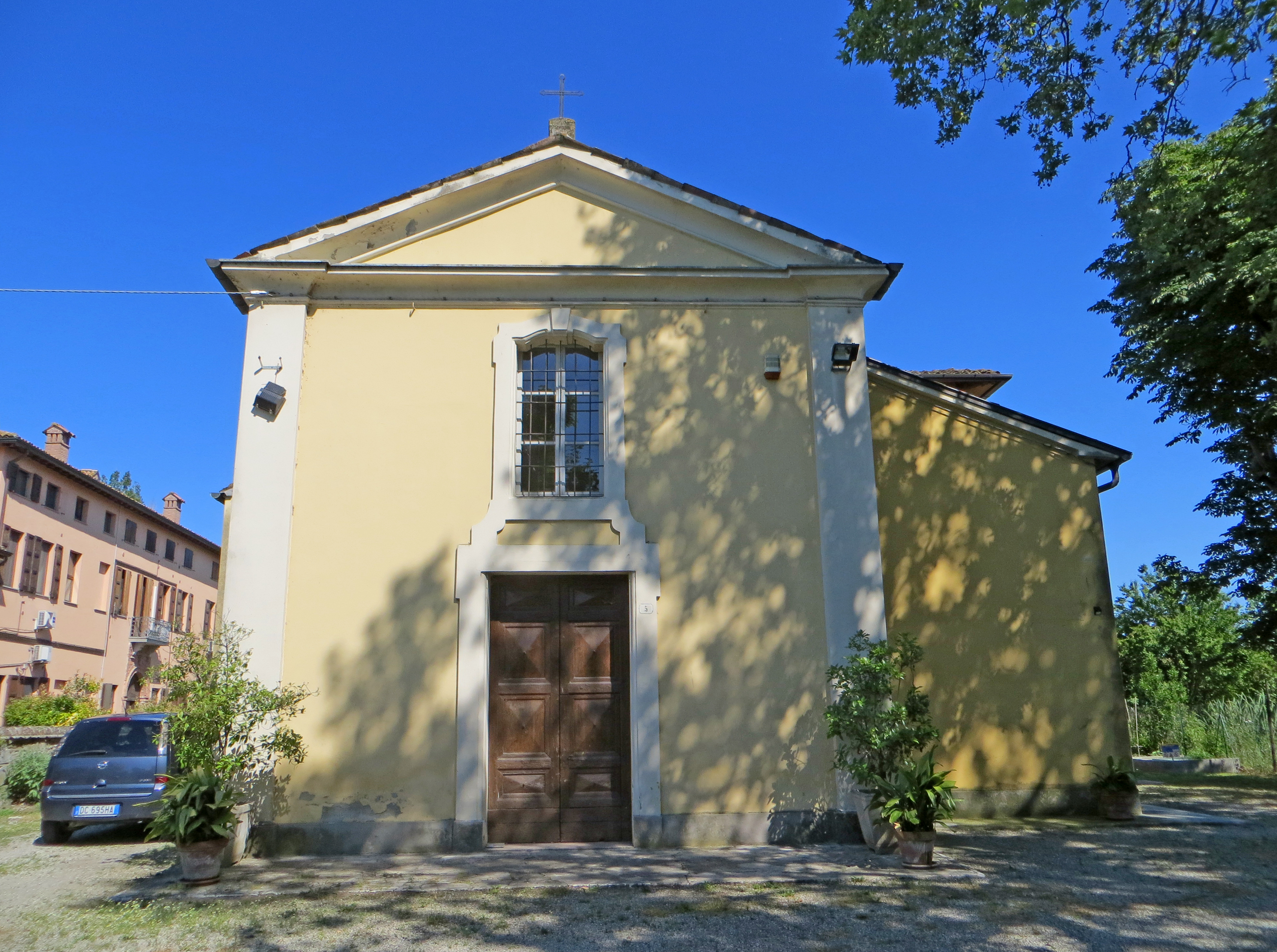
Chiesa di San Terenziano

Menzionata per la prima volta nel 1195, la chiesa romanica di Fraore fu elevata a sede parrocchiale entro il 1564; ampliata e ristrutturata in stile barocco nel 1730, fu arricchita nel 1733 della nuova facciata progettata da Pietro e Paolo Bettoli. Il tempio è dotato di due cappelle laterali.

#### Chiesa dell'Assunzione di Maria Vergine a Valera

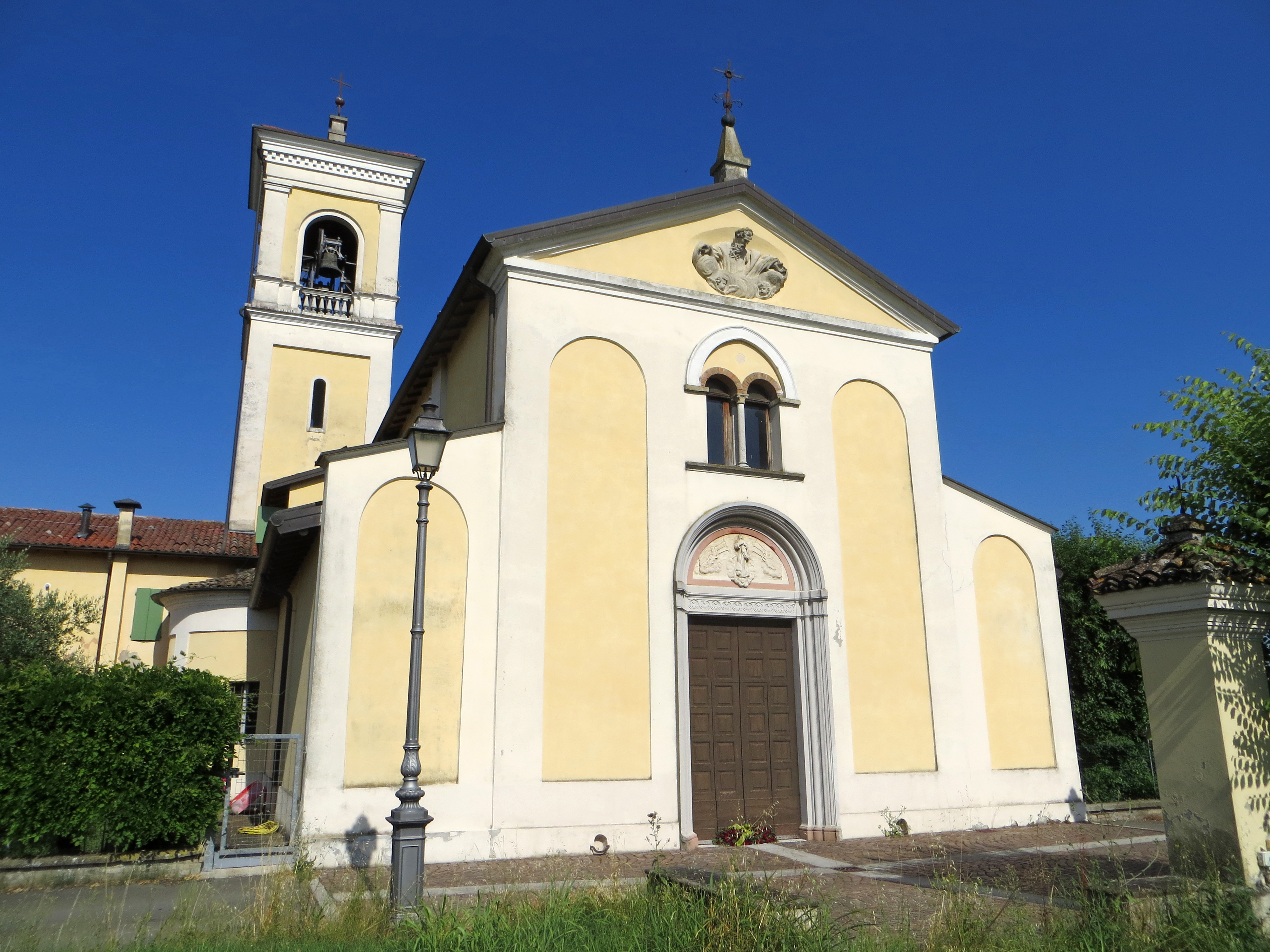
Chiesa dell'Assunzione di Maria Vergine

Menzionata per la prima volta nel 979, la cappella medievale di Valera fu elevata a sede parrocchiale nel 1619; ampliata e modificata in stile neoclassico nella prima metà del XVIII secolo, fu profondamente ristrutturata nel 1952 e restaurata tra il 2003 e il 2005. Gli interni, arricchiti da sei cappelle laterali, sono decorati con affreschi sulle volte.

#### Pieve di San Geminiano a Vicofertile

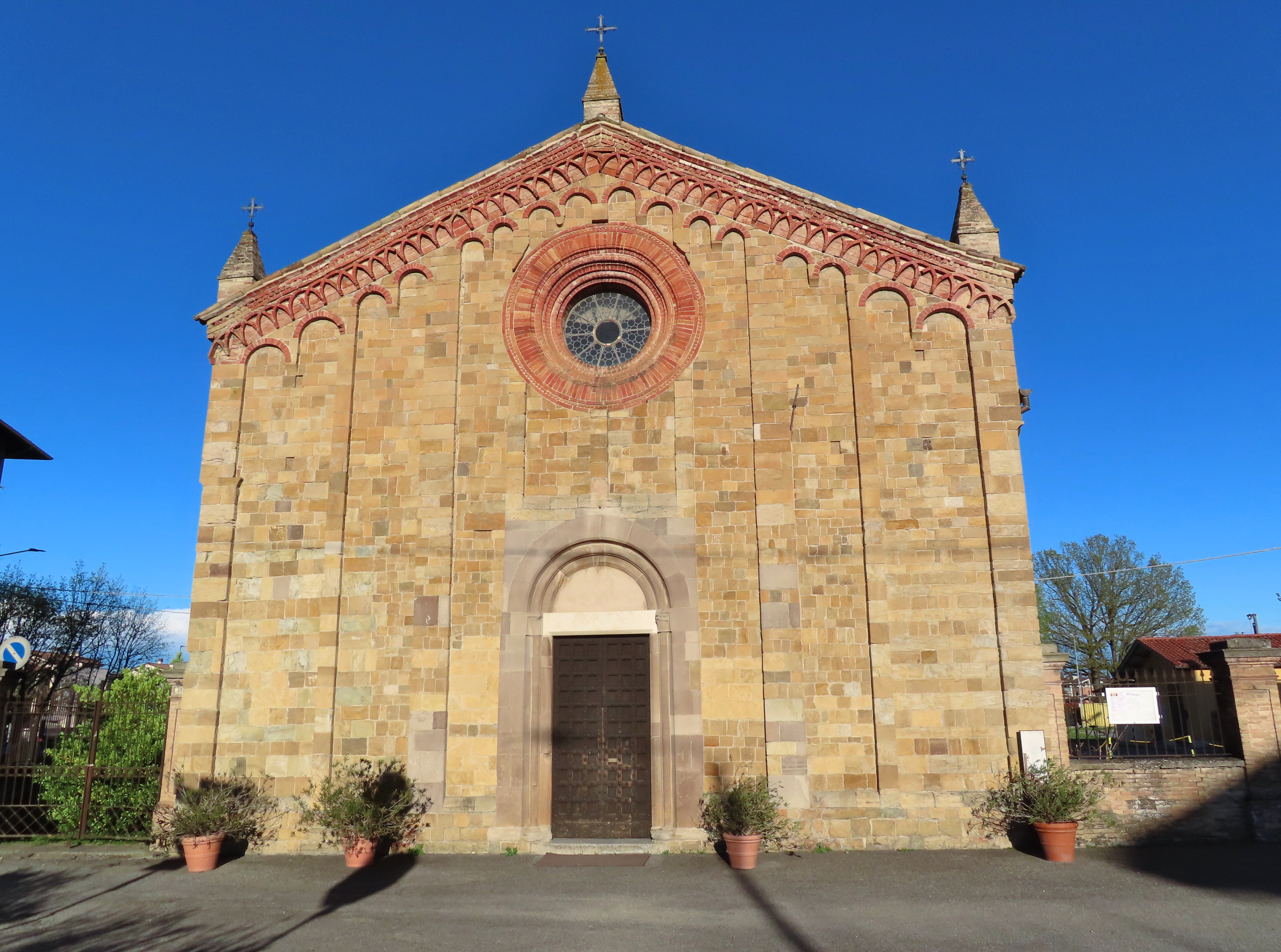
Pieve di San Geminiano

Edificata originariamente nel IX secolo, la pieve di Vicofertile fu completamente ricostruita in stile romanico su un impianto a tre navate nel XIII; danneggiata nella prima metà del XIII secolo, fu successivamente risistemata e decorata nella facciata; profondamente modificata a partire dal 1680 in stile barocco, fu ristrutturata tra il 1909 e il 1927 riportando alla luce l'aspetto medievale, su progetto dell'architetto Lamberto Cusani, e restaurata nei primi anni 2000. La chiesa conserva ancora i capitelli scolpiti del XII-XIII secolo e il pregevole fonte battesimale medievale ornato con bassorilievi.

#### Chiesa di San Giovanni Evangelista a Vigolante

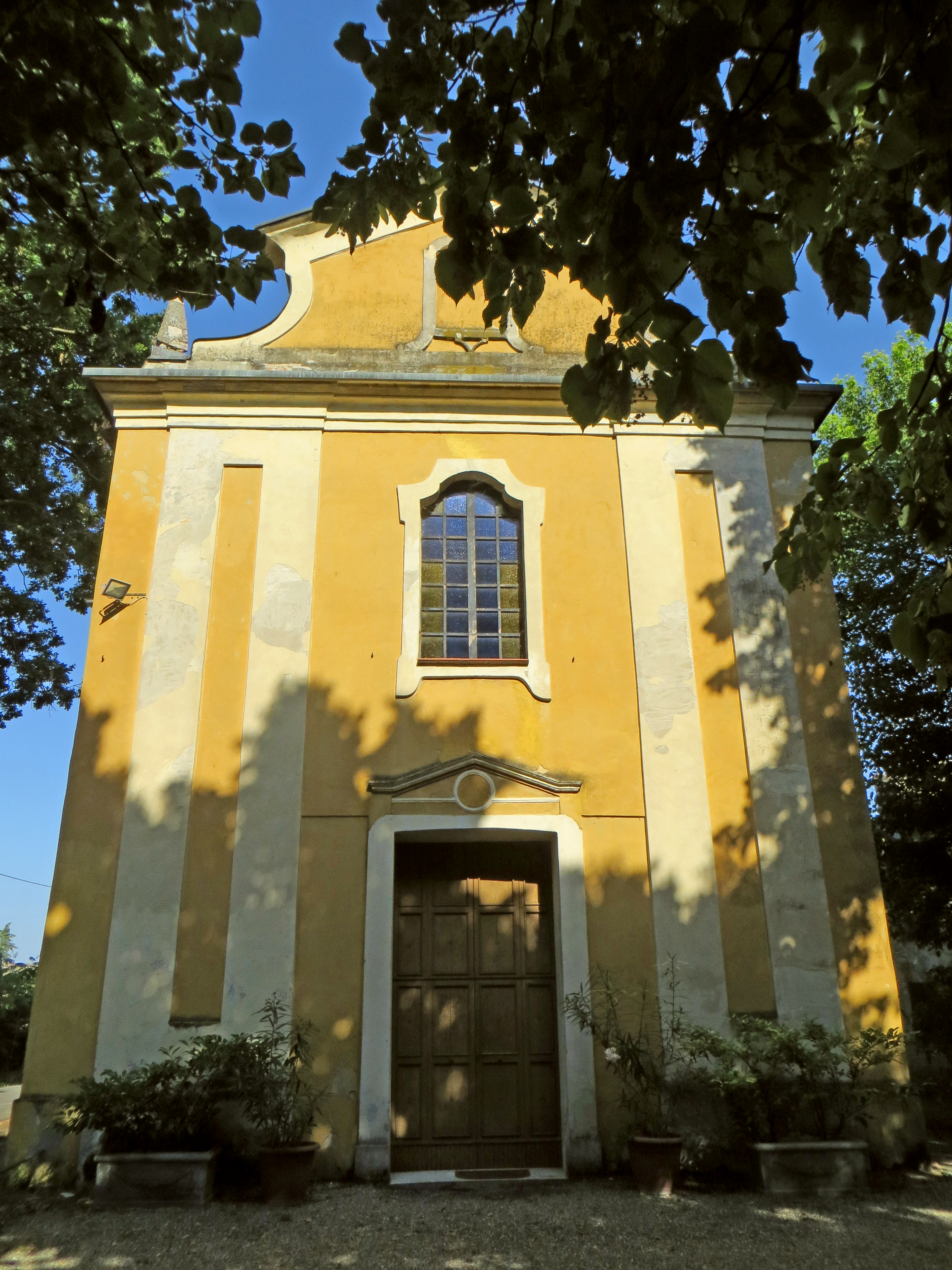
Chiesa di San Giovanni Evangelista

Menzionata per la prima volta nel 1230, la chiesa medievale fu ricostruita nel 1488 su finanziamento della famiglia Tagliaferri; ristrutturata in stile barocco agli inizi del XVIII secolo, fu dotata di una nuova facciata verso la metà dello stesso secolo. Il luogo di culto conserva alcune testimonianze dell'edificio romanico originario, tra cui l'alto basamento del campanile e varie pietre di reimpiego.

### Ville

#### Villa Zanichelli a San Pancrazio Parmense
Costruita intorno alla metà del XIX secolo per volere della famiglia Perizzi, la villa di San Pancrazio fu acquistata nel 1912 da Umberto Zanichelli. L'edificio, sviluppato su una pianta rettangolare, si eleva su due livelli fuori terra oltre al sottotetto; la simmetrica facciata est, affacciata sulla corte, presenta un portico a due arcate al piano terreno, sormontato da due portefinestre con balconcini; all'interno alcuni ambienti conservano sui soffitti piani a travetti lignei le decorazioni originarie.

#### Villa Maghenzani a San Pancrazio Parmense
Costruita nella prima metà del XIX secolo sul luogo di un edificio preesistente per volere di Mauro Mauri, la villa di San Pancrazio Parmense fu successivamente ampliata con l'aggiunta delle due ali laterali; alienata verso la fine del secolo a Pietro Gandolfi, fu acquistata nel 1914 da Pietro Maghenzani, che la fece completamente ristrutturare su progetto dell'architetto Ettore Leoni. La simmetrica struttura, sviluppata su una pianta a C, è costituita da un corpo centrale elevato su due livelli oltre al sottotetto, affiancato da due ali più basse, che aggettano verso la cancellata d'ingresso; nel mezzo, l'ampio portale d'ingresso, sormontato da un'apertura a lunetta, è coronato dal balcone del piano nobile, mentre le due ali presentano due porticati contrapposti, retti da pilastri dorici binati; all'interno l'androne passante, coperto da una volta a botte dipinta, si conclude sul fondo in una scala a spirale, che conduce ai livelli superiori.

#### Villa Monici a San Pancrazio Parmense
Costruita a partire dal 1842 per volere di Francesco Mauri, la villa di San Pancrazio Parmense, unitamente al parco, fu portata a termine alcuni anni dopo dal figlio Angelo; ereditata alla sua morte dalla figlia Maria, passò in seguito alla nipote Giuseppina Delfino; alienata alla famiglia Cattivelli, fu successivamente acquistata da Arnaldo Monici. L'edificio, sviluppato su una pianta rettangolare, si eleva su due piani fuori terra oltre al sottotetto; la lunga facciata sud presenta due portali d'ingresso sormontati da balconi, caratterizzati dalla presenza dei monogrammi FM e AM in ferro battuto, in ricordo dei due primi proprietari; all'interno l'androne passante neogotico, coperto da una volta a botte lunettata, è ornato sulle pareti con una serie di pannelli dipinti con motivi a losanghe; il parco, riccamente piantumato con alberi d'alto fusto, è caratterizzato dalla presenza di un laghetto, seminascosto dalla vegetazione.

#### Villa Gorreri a San Pancrazio Parmense
Costruita tra il XVI e il XVII secolo, la villa pervenne entro il XVIII secolo ai nobili Biondi, che agli inizi del XX secolo vi accolsero la regina Margherita di Savoia di ritorno da un soggiorno a Salsomaggiore Terme; acquistata tra il 1933 e il 1939 da Emilio Borra, nel 1940 fu alienata a Giovanna Pirani, poi a M. Barbieri, a Emilio Segré e infine nel 1957 a Giovanni Gorreri; successivamente ampliata, perse gran parte del parco, lottizzato nella seconda metà del secolo. L'edificio, sviluppato su una pianta rettangolare, si eleva su tre livelli fuori terra ed è dominato dalla massiccia altana, che si erge decentrata su due livelli sopra alla facciata est.

#### Villa Vietta alla Crocetta
Costruita verso la metà del XIX secolo per volere del nobile Vincenzo Musi, la villa della Crocetta fu internamente decorata nel 1929; alienata nel 1936 da Enrico Musi a Luigi Vietta, fu in seguito modificata con la chiusura del grande portico sulla via Emilia per la realizzazione di negozi; acquistata alla fine del secolo dall'impresa Quartaroli, fu interamente ristrutturata e trasformata in residence e sede di varie attività commerciali. L'edificio, sviluppato su una pianta rettangolare, è preceduto sul lato sud da un portico a cinque arcate chiuso, sormontato da un'ampia terrazza; la simmetrica facciata d'ingresso a nord, aperta sulla corte interna, si eleva su tre livelli fuori terra, con aperture delimitate da cornici dipinte; all'interno l'androne centrale è ornato sulla volta a botte con alcuni dipinti.

#### Villa Negri alla Crocetta
Costruita tra il 1865 e il 1870 per volere dell'industriale Antonio Ferrari, la villa della Crocetta fu acquistata nel 1914 da Annetta Negri, che la lasciò in seguito al figlio Nando, pittore, il quale ripristinò alcune delle decorazioni ottocentesche del primo piano. L'edificio, sviluppato su una pianta quadrata, si eleva su due livelli principali fuori terra oltre al sottotetto ed è sormontato da un'altana che si erge al centro del tetto; la simmetrica facciata, preceduta da una breve scala, presenta nel mezzo un portico retto da due coppie di colonne binate, a sostegno del balcone del primo piano; all'interno, l'androne era originariamente decorato con pannelli dipinti, in seguito ricoperti da tinteggi successivi, mentre due delle sale laterali conservano ancora sulle volte le decorazioni ottocentesche; il parco, riccamente piantumato con alberi d'alto fusto, è caratterizzato dal viale d'ingresso delimitato da due filari di platani.

#### Villa Levi-Tedeschi alla Crocetta

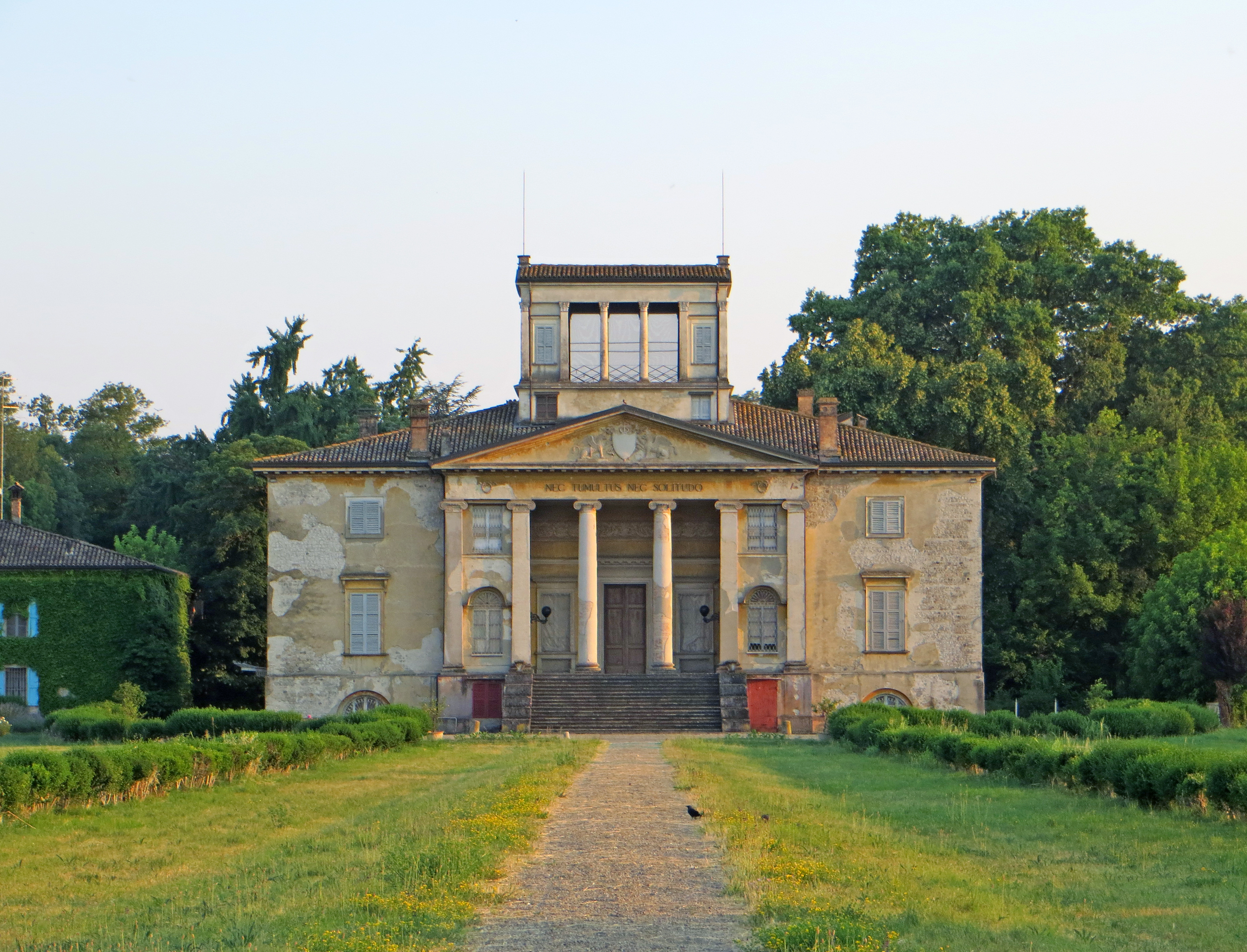
Villa Levi-Tedeschi

Costruita in stile neoclassico tra il 1822 e il 1825 su progetto dell'architetto Paolo Gazola, per Antonio e Lodovico Laurent, banchieri della duchessa Maria Luigia, la villa, posta lungo la via Emilia Ovest in zona Crocetta, tra il 1862 e il 1863 fu acquistata all'asta da Michele Levi, dal quale passò, attraverso la figlia di primo letto della moglie, alla famiglia Tedeschi. Caratterizzata dal monumentale pronao al centro della facciata principale e dall'alta torretta al culmine del tetto, presenta sfarzosi interni, decorati con affreschi di Giovan Battista Borghesi; all'esterno è circondata da un ampio parco. Nel 1960 fu utilizzata quale set del film La ragazza con la valigia con Claudia Cardinale.

#### Villa Barilla a Fraore
Costruita tra il XVII e l'inizio del XVIII secolo per volere dei conti Cogorani, la villa di Fraore pervenne nel 1778 al conte Filippo Linati attraverso il matrimonio con l'ultima erede della stirpe, Emanuela; acquisita dopo il 1895 da Orsolina Marchi, fu alienata successivamente a Luigi Conti, indi a Leonida Canali, che la lasciò alla figlia Graziella, sposata con Melchiorre Napolitani; acquistata nel 1957 dall'industriale Pietro Barilla, fu interamente ristrutturata e abbassata di un piano; in adiacenza, fu eretto un moderno edificio residenziale progettato dall'architetto Luigi Vietti, mentre il parco fu risistemato dall'architetto del paesaggio Pietro Porcinai. La struttura, sviluppata su una pianta rettangolare, si eleva su due livelli fuori terra; la lunga facciata nord presenta nel mezzo l'ampio portale d'ingresso ad arco a tutto sesto, sormontato da un balconcino, ed è coronata nel centro da un campanile a vela; in adiacenza sorgono vari edifici antichi e moderni, tra cui l'oratorio di Santa Caterina da Siena, esistente almeno dal 1717; l'enorme parco, riccamente piantumato con alberi d'alto fusto, presenta dei piccoli rilievi e accoglie tra la fitta vegetazione un laghetto.

#### Villa Thovazzi a Ponte Taro
Indicata per la prima volta nelle mappe nel 1821 come proprietà della famiglia Canara, la villa di Ponte Taro fu acquistata nel 1837 dai marchesi Bergonzi, che la ristrutturarono e ampliarono, aggiungendo le due ali laterali; comprata nel 1869 da Francesco Thovazzi, fu ereditata nel 1872 dal figlio Antonio e successivamente dalla nipote Elisa, coniugata con Alessandro Guareschi, la quale la trasmise alla figlia Silvia, moglie di Giuseppe Bertora. L'edificio, sviluppato su una pianta quadrata affiancata da due strette ali in asse con la facciata, si eleva su due livelli principali fuori terra, oltre al sottotetto presenta solo nel corpo centrale; il simmetrico prospetto anteriore, tripartito da lesene, presenta nel mezzo l'ampio portale d'ingresso ad arco a tutto sesto, sormontato dal balcone del piano nobile; in sommità, al centro si erge su due livelli un'altana, illuminata da tre aperture delimitate da lesene; all'interno l'androne passante, coperto da una volta a botte, è dipinto e arredato in stile neogotico.

#### Villa Ennia a Ponte Taro
Costruita nel XII secolo come ospizio per pellegrini dall'eremita di Nonantola che edificò il vicino ponte medievale sul Taro, la struttura, modificata nei secoli, fu ristrutturata in stile neogotico nella porzione occidentale intorno al 1820 e trasformata in villa dall'imprenditore Amedeo Rosazza, costruttore del ponte ottocentesco sul Taro voluto dalla duchessa Maria Luigia; alienata dopo il 1830 alla famiglia Balestra, fu acquistata successivamente da Nicola Razzetti, i cui eredi alla fine del secolo la vendettero a Medardo Pederzini e alla moglie Ennia, che nel 1920 ricostruirono l'adiacente oratorio neoclassico; alla morte della figlia Bice, moglie di Vittorio Stevani, nel 1965 passò alla nipote Luisa, coniugata con Roberto Andreotti. L'edificio, sviluppato attorno a una corte centrale, si erge a ridosso del terrapieno del ponte sul Taro; le facciate, coronate da merli ghibellini in parte chiusi dal tetto, presentano alcune aperture ad arco ogivale, oltre ad altre decorazioni in forme neogotiche; all'interno sopravvivono solo alcuni ambienti nello stesso stile, mentre vari altri furono in parte distrutti dai bombardamenti anglo-americani della seconda guerra mondiale; il parco, esteso a sud-ovest, è piantumato con alberi d'alto fusto, superstiti dell'ottocentesco giardino all'inglese con laghetto, in seguito prosciugato.

#### Villa Marchi a Valera
Costruita tra il XVI e il XVII secolo quale casino di campagna dei gesuiti di San Rocco, la villa di Valera, utilizzata come residenza estiva intorno al 1640 dagli allievi del collegio dei Nobili, fu confiscata nel 1768 dalla Camera Ducale in occasione della cacciata dei gesuiti dal ducato di Parma e Piacenza; alienata successivamente alla famiglia Montini, fu acquistata verso la metà del XIX secolo dal banchiere Giovanni Battista Campolonghi, che la lasciò ai suoi figli dopo la sua morte nel 1849; interamente ristrutturata e ampliata, appartenne alla famiglia fino alla fine del secolo, quando fu venduta ad Augusto Marchi, al quale succedettero dapprima il figlio Lorenzo e poi il nipote Antonio, che vi si stabilì restaurandola. La struttura, sviluppata su una pianta rettangolare con due ali sul retro, si eleva su due livelli principale fuori terra, oltre al sottotetto; la simmetrica facciata presenta un porticato di cinque arcate al piano terreno, mentre al livello superiore il prospetto è suddiviso in cinque parti da sei lesene, erette in corrispondenza dei pilastri sottostanti; sulla sommità del tetto si erge una piccola torre con un orologio centrale, coronata da un frontone triangolare; dal retro aggettano due ali, di cui quella ovest coperta da una terrazza e quella est, chiusa dalla copertura a due falde, unita all'edificio di servizio; all'interno l'androne passante e le sale laterali presentano arredi d'epoca; la sala da pranzo è ornata con tre pannelli dipinti a olio, raffiguranti antichi edifici di Parma; un ambiente di passaggio, originariamente occupato dall'oratorio dei gesuiti, è coperto da una volta decorata con affreschi seicenteschi; il parco, piantumato con alberi d'alto fusto, è attraversato dal viale rettilineo d'ingresso, delimitato da siepi.

#### Villa Bocchi a Valera
Appartenuta nel XVII secolo probabilmente ai conti Zileri, la villa di Valera fu acquistata verso la metà del XIX secolo da Bernardo Tagliasacchi,  che la fece ristrutturare e ampliare, trasformandola in un castelletto neogotico; in seguito alla sua morte nel 1884, fu comprata da Leonida Bocchi, che successivamente la trasmise ai suoi eredi. L'edificio, sviluppato su una pianta quadrata, si eleva su due livelli principali fuori terra, oltre al sottotetto; la simmetrica facciata nord, intonacata, presenta nel mezzo l'ampio portale d'accesso, sormontato da un balconcino, mentre in sommità si staglia un piccolo frontone triangolare; ai fianchi si ergono due torri in pietra e laterizio, coronate da merli ghibellini chiusi dai tetti; all'interno la prima sala d'ingresso, coperta da una volta a botte lunettata, è ornata sulle pareti con alcuni pannelli, raffiguranti dei paesaggi; l'androne, anch'esso chiuso superiormente da una volta a botte lunettata, è decorato con affreschi ottocenteschi a chiaroscuro attribuiti a Girolamo Magnani, raffiguranti nelle lunette degli archi sei personaggi dell'Antica Roma, nella fascia sottostante una serie di trofei e ai lati delle porte quattro grandi statue; più antichi risultano i dipinti sulla volta, rappresentanti Giove e Giunone; altre decorazioni ottocentesche si trovano in alcune delle sale adiacenti e nello scalone; il parco, accessibile attraverso un grande portale ad arco a tutto sesto coronato da merli ghibellini e affiancato da una torre anch'essa merlata, è piantumato con alberi secolari d'alto fusto.

#### Villa Anna a Valera
Costruita agli inizi del XIX secolo per volere di Antonio Melloni, padre del fisico Macedonio, la villa di Valera nel 1877 fu alienata dalla moglie del primogenito Enrico al marchese Sforza Pallavicino; acquistata nel 1899 da Alberto Bocchi, fu venduta nel 1939 dalle figlie ad Aldo Guazzo, che la ribattezzò villa Anna. L'edificio, sviluppato su una pianta quadrata affiancata sul retro da due ali a L, si eleva su due livelli principali fuori terra, oltre al sottotetto; la simmetrica facciata del corpo centrale presenta un porticato di tre arcate al piano terreno, sormontate nel mezzo dal balcone del livello superiore; sulla sommità del tetto si erge una piccola torre, coronata al centro da un'esile lanterna a pianta ottagonale, tra quattro pilastrini posti alle estremità a sostegno della ringhiera perimetrale in ferro; dal prospetto retrostante, più lungo, aggettano lateralmente due piccole ali, sormontate da terrazzi al primo piano; all'interno la sala sopra all'androne è decorata con due colonne in stucco; sul retro un giardino chiuso si collega con un fabbricato di servizio sviluppato a C, con una grande "porta morta" centrale e due ali con frontoni triangolari di coronamento alle estremità; in adiacenza, si erge un edificio di servizio, contornato sull'intero perimetro da un colonnato neoclassico; l'ampio parco, ricco alberi d'alto fusto, è preceduto da un viale rettilineo, affiancato da due filari di piante.

#### Villa Medioli a Vicofertile
Costruita per volere dei conti Linati, che nel 1732 edificarono l'adiacente oratorio del Crocifisso, la villa di Vicofertile fu in seguito acquistata dai conti Castagnola; ristrutturata in stile neoclassico nella prima metà del XIX secolo probabilmente su commissione del conte Gregorio Ferdinando, fu venduta all'asta dopo la morte nel 1891 dell'ultimo erede della casata; passata di mano più volte, fu infine comprata nel 1931 da Enrico Medioli, che la trasmise ai suoi discendenti. La struttura, sviluppata su una pianta quadrata, sorge al centro di un isolotto artificiale di forma analoga, circondato da una peschiera; la villa si eleva su due livelli principali fuori terra, oltre al seminterrato e al sottotetto; la simmetrica facciata presenta nel mezzo l'ampio portale d'ingresso ad arco a tutto sesto, preceduto da una scalinata e sormontato dal balcone del primo piano; sulla sommità del tetto si erge un'altana, con grandi aperture a tutto sesto delimitate da coppie di lesene; all'interno l'androne passante è coperto da una volta a botte, ornata alle due estremità con due grandi conchiglie; le sale adiacenti e quelle del livello superiore sono decorate con antiche tappezzerie, mentre nel seminterrato è conservato un camino rinascimentale, di origine sconosciuta; nei pressi dell'edificio, ai lati del ponticello d'ingresso, sorgono l'antico oratorio settecentesco a pianta ovale, adibito a serra, e un fabbricato di servizio neoclassico, forse progettato dall'architetto Nicola Bettoli; l'ampio parco, esteso anche all'esterno della peschiera, è riccamente piantumato con alberi secolari; il viale rettilineo d'accesso, collocato in asse col portale della villa, è delimitato da alte siepi e da dodici colonne di ligustro.

#### Villa corte Panizzi a Vicofertile
Costruita ai primi del XIX secolo dalla famiglia Bonadei, la villa di Vicofertile passò in seguito alla famiglia Ravà-Razzetti, che la fece ampliare e decorare; originariamente posta al centro di una vasta tenuta agricola frazionata a partire dal 1906, fu alienata nel 1948 alla famiglia Cortesi, che alcuni anni dopo la rivendette a Efrem Panizzi. L'edificio, sviluppato su una pianta rettangolare, si eleva su due livelli principali fuori terra, oltre al sottotetto; la facciata nord, eretta a ridosso del canale Naviglio, presenta un porticato a tre arcate a tutto sesto, sormontato nel mezzo dal balconcino del primo piano; all'interno l'androne a forma di croce, accessibile da ciascuno dei quattro prospetti, è sormontato da una volta a crociera ornata con affreschi raffiguranti le allegorie dei quattro continenti ed è decorato sulle pareti con pannelli rappresentanti alcuni paesaggi; in adiacenza sorgono la torre d'ingresso neogotica coronata da merli ghibellini, posta a cavalcioni del canale, e l'antico oratorio a pianta ottagonale, sormontato da una lanterna, oltre a vari fabbricati agricoli.

#### Villa Mazzieri a Vigolante

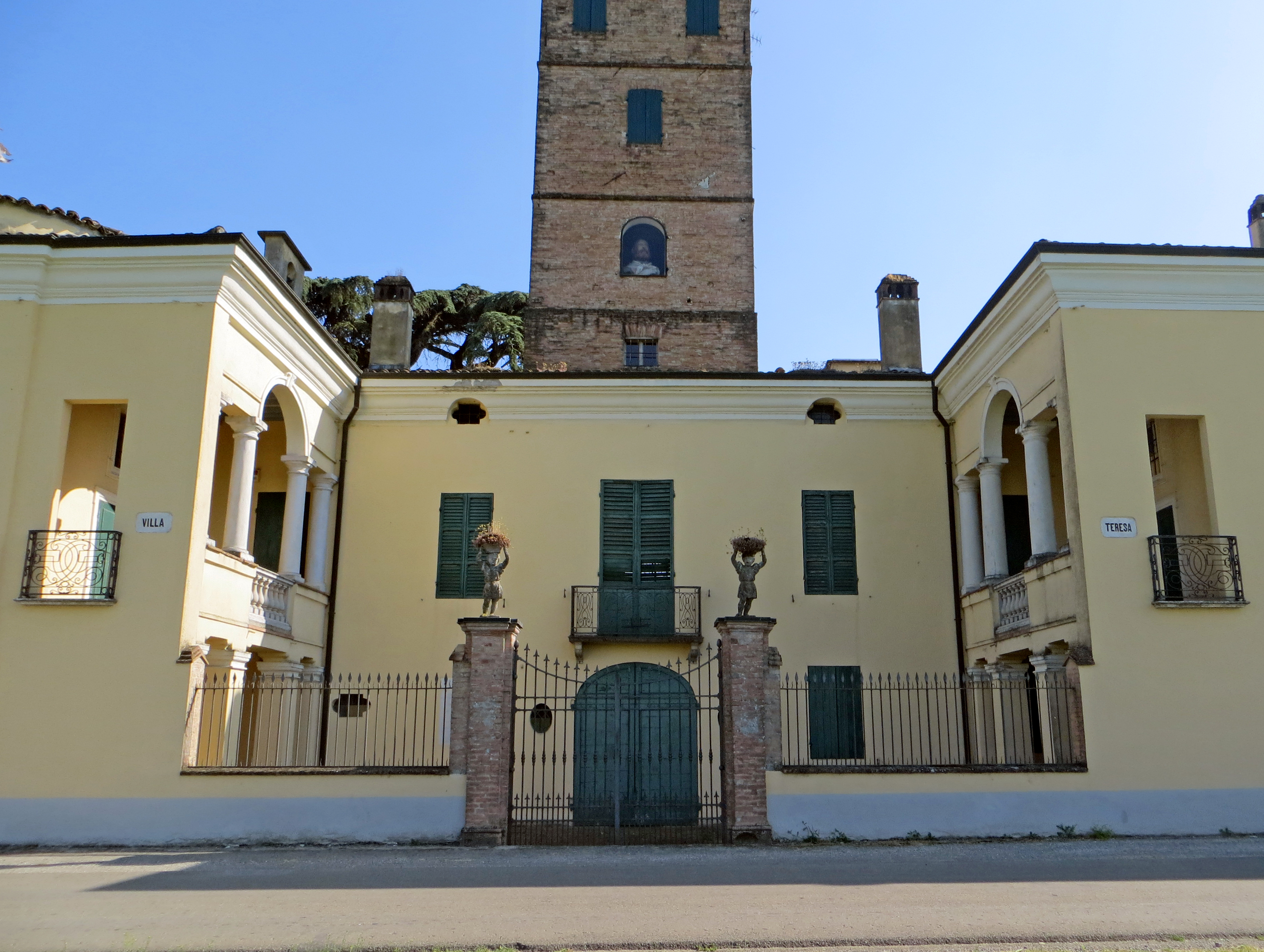
Villa Mazzieri

Costruita unitamente all'adiacente cappella nella seconda metà del XVII secolo probabilmente per volere del conte Angelo Pettorelli Lalatta, la villa di Vigolante, ereditata nel 1786 dal marchese Troilo Venturi, fu per suo volere ristrutturata tra il 1788 e il 1793 in stile neoclassico e arricchita del parco; acquistata successivamente dal reverendo Valentino Chiari, passò nel 1893 al suo erede Valentino Costa; rivenduta agli inizi del XX secolo alla famiglia Carpi, fu infine alienata nel 1914 a Giulio Mazzieri, che la trasmise ai suoi discendenti. L'edificio, noto anche come villa Teresa, è caratterizzato dalla presenza della corte d'accesso affiancata da due portici contrapposti sormontati da logge a serliana, della cappella, del loggiato sul parco e dell'alto torrione neogotico in laterizio.

### Altri monumenti

#### Ponte sul Taro

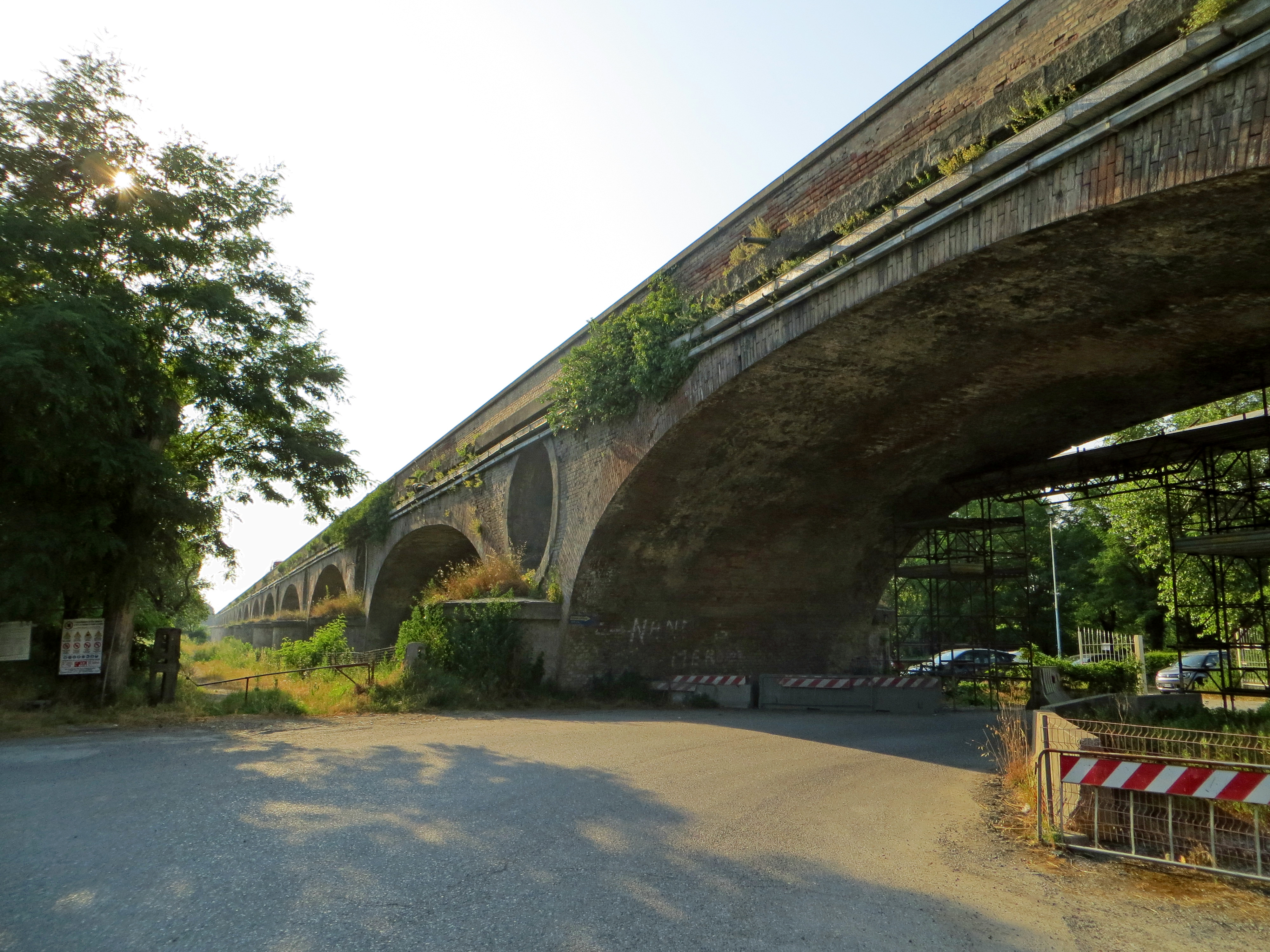
Ponte sul Taro

Edificato originariamente in epoca romana, il ponte della via Aemilia sul fiume Taro, distrutto in seguito, fu ricostruito nel 1170 da un eremita, ma crollò nel XIII secolo; rieretto tra il 1816 e il 1821 per volere della duchessa Maria Luigia su progetto dell'ingegner Antonio Cocconcelli, rappresentò fino al 2005 l'unico manufatto della via Emilia di attraversamento del corso d'acqua. Lungo 565,5 m e sviluppato su 20 arcate, è arricchito alle due estremità da quattro statue realizzate nel 1828 da Giuseppe Carra, raffiguranti i principali corsi d'acqua del Parmense: Parma, Taro, Enza e Stirone.

## Geografia antropica

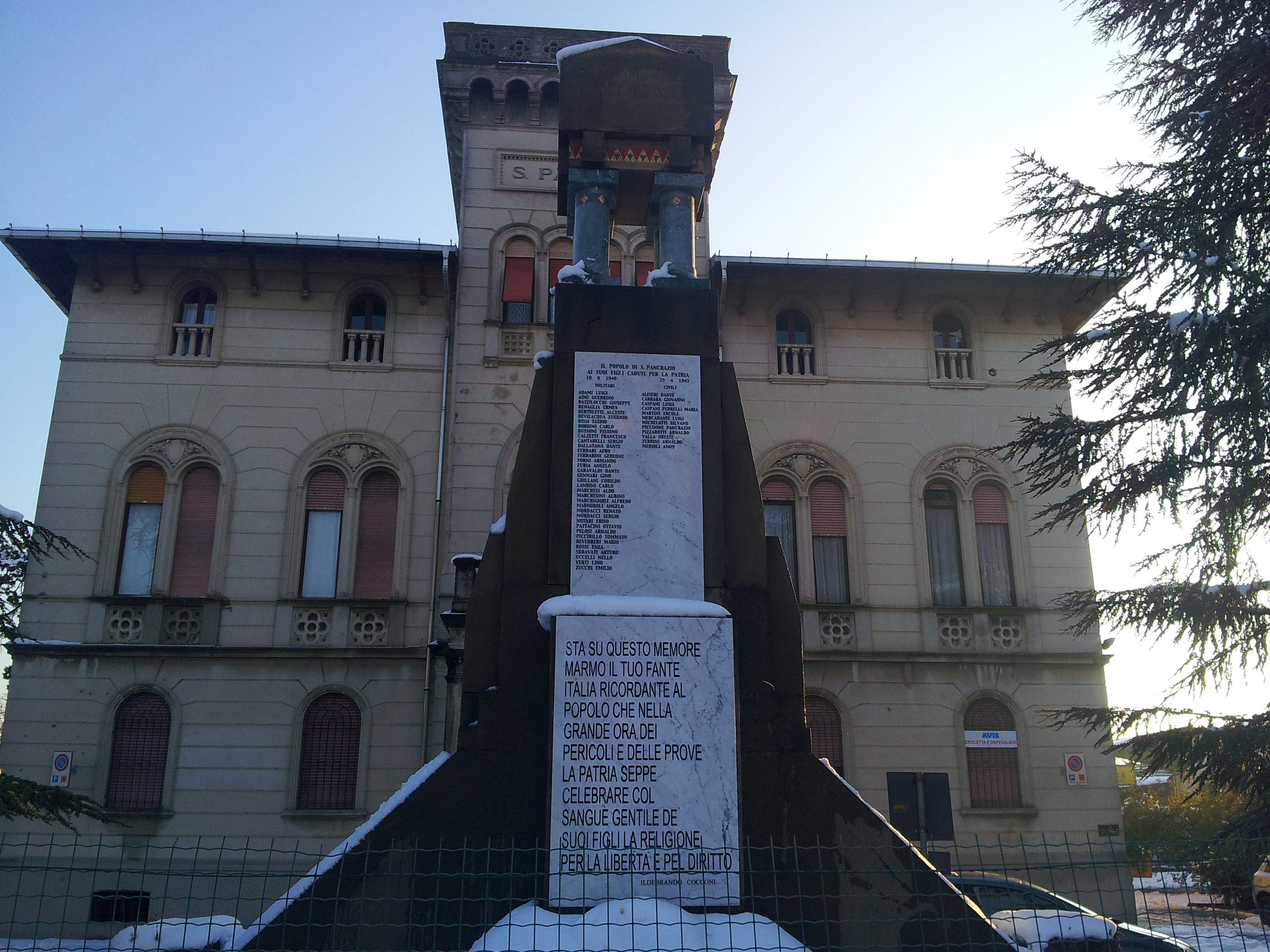
L'ex municipio, ora sede del quartiere, alla Crocetta

Il quartiere San Pancrazio Parmense comprende sette frazioni:
- Crocetta, sede del quartiere
- Fraore di San Pancrazio
- Pontetaro di Parma
- San Pancrazio Parmense
- Valera
- Vicofertile
- Vigolante

## Infrastrutture e trasporti
Il quartiere è attraversato dalla via Emilia, che, provenendo dal capoluogo a est, taglia la zona della Crocetta e il centro abitato di San Pancrazio, per poi raggiungere il ponte sul Taro nell'omonima frazione a ovest verso Piacenza.
La frazione di Vicofertile è servita dall'omonima stazione, posta lungo la ferrovia Pontremolese.